# Farol da Ponta das Lajes
Der Farol da Ponta das Lajes ist ein Leuchtturm auf der Ponta das Lajes im Südosten der Azoreninsel Flores. Er steht im Stadtgebiet von Lajes das Flores. Der Leuchtturm ist unter der internationalen Nummer D-2704 und der nationalen Nummer 877 registriert. Er bestrahlt einen Sektor von 263° bis 054° und hat eine Reichweite von 26 Seemeilen.

## Geschichte und Architektur
Der Generalplan zur Befeuerung der portugiesischen Küsten von 1883, der auch die Azoren berücksichtigte, sah den Bau eines Leuchtturms auf der Ponta dos Ilhéus de Água Quente im Südwesten der Insel Flores vor. Auf Vorschlag des Fregattenkapitäns Xavier de Brito fiel 1894 aber die Entscheidung zugunsten der Ponta das Lajes. 1898 waren die Gebäude weitgehend fertiggestellt. Die Inbetriebnahme des Leuchtturms verzögerte sich aber noch bis 1910. Solange blieb die Passage von Flores gefährlich. Noch 1909 lief das Dampfschiff Slavonia der britischen Cunard Line mit über 400 Passagieren auf die Klippen der Ilhéu da Baixa Rasa im Südwesten der Insel.
Der einstöckige weiße Ziegelbau, in dem sich auch die Wohnung des Leuchtturmwärters befindet, besitzt einen T-förmigen Grundriss und ist mit roten Dachziegeln gedeckt. Auch die Metallkuppel des 16 m hohen, quadratischen Turms ist rot lackiert. Als der Leuchtturm am 10. Oktober 1910 in Betrieb genommen wurde, hatte das mit einer Öllampe erzeugte Licht eine Reichweite von 32 Seemeilen. Schon damals sandte er in regelmäßiger Folge drei weiße Lichtblitze aus. Die Anlage wurde 1938 modernisiert und 1956 elektrifiziert. Als Lichtquelle diente nun eine 3000-W-Glühlampe mit einer Reichweite von 29 sm. 1984 wurde die Leistung auf 1000 W reduziert und die Reichweite auf 26 sm. Erst 1990 wurde der Leuchtturm an das öffentliche Stromnetz angeschlossen.